# Ciclismo nos Jogos Olímpicos de Verão da Juventude de 2014
O ciclismo nos Jogos Olímpicos de Verão da Juventude de 2014 fpo disputado entre 17 e 24 de Agosto no Centro Olímpico de Desportos de Nanquim, em Nanquim, China.

## Formato
Nas Olimpíadas da Juventude, as competições de ciclismo tem um formato exclusivo, onde os atletas competem como time. No evento por equipas de rapazes e moças, dois ciclistas participam juntos. Cada um deles deve participar de duas provas, com apenas um a competir por evento; BMX, mountain bike, e a prova de contrarrelógio em estrada. Ambos os membros também têm que competir na prova de contrarrelógio.
No revezamento de equipes mistas, as equipes são formadas por dois rapazes e duas moças. O evento é composto por uma corrida de mountain bike realizada por um membro de cada sexo, e uma corrida de estrada disputada pelos dois outros elementos. Para aqueles Comitês Olímpicos Nacionais (CONs) que qualificarem apenas dois rapazes ou duas moças, haverá um sorteio para formar times mistos. 

## Qualificação
Cada CON pode ter duas equipes de dois atletas, uma por cada sexo. Como anfitriã, a China teve direito ao máximo, mas só enviou uma equipe feminina. Outras seis formações, três de cada sexo, seriam decididas pela Comissão Tripartida, mas apenas três lugares foram distribuídos. Os outros foram redistribuídos. As restantes 28 equipes foram decididas através do Campeonato Mundial Júnior de Mountain Bike de 2013, Campeonatos Mundiais de BMX Junior de 2013, Campeonatos Mundiais de Estrada Femininos Junior de 2013 e Copa do Mundo de Estrada Masculina Junior de 2013 (as provas entre 1 de Abril de 2013 e 31 de Março de 2014 foram consideradas).
Depois das classificações serem publicadas, as equipes qualificam-se com base nos critérios seguintes até formarem 28 grupos. Para poderem participar nas Olimpíadas da Juventude, os atletas devem ter nascido entre 1 de Janeiro de 1996 e 31 de Dezembro de 1997. Além disso, os CON qualificados devem participar com dois ciclistas no evento masculino e/ou duas ciclistas no evento feminino.
Critério 1
As nações classificadas nos três rankings (Estrada, Mountain Bike e BMX) qualificam o seu CON. Se as vagas de qualificação forem excedidas, as prioridades são dadas da seguinte forma:
1. CONs mais bem classificados nos rankings de Estrada
2. CONs mais bem classificados nos rankings de Mountain Bike
3. CONs mais bem classificados nos rankings de BMX

Critério 2
Caso existam lugares por preencher após aplicado o primeiro critério, as nações classificadas em dois dos três rankings qualificam o seu CON com a seguinte ordem de prioridade:
1. CONs classificados nos rankings de Estrada e Bicicleta de Montanha
2. CONs classificados nos rankings de Mountain Bike e BMX
3. CONs classificados nos rankings de Estrada e BMX

Na situação das vagas de qualificação serem excedidas, esta é a ordem de prioridade:
1. CONs mais bem classificados nos rankings de Estrada
2. CONs mais bem classificados nos rankings de Mountain Bike

Critério 3
Caso continuem a existir vagas por atribuir depois da aplicação dos dois critérios anteriores, os lugares foram preenchidos assim:
3.1 Primeiro, as nações qualificadas no sexo oposto de acordo com os critérios 1 ou 2, apiram o seu CON desde que estejam num dos rankings, com esta prioridade:
1. CONs mais bem classificados nos rankings de Estrada
2. CONs mais bem classificados nos rankings de Mountain Bike
3. CONs mais bem classificados nos rankings de BMX

3.2 As segundas nações colocadas em um único ranking qualificam-se com a seguinte prioridade:
1. CONs mais bem classificados nos rankings de Estrada
2. CONs mais bem classificados nos rankings de Mountain Bike
3. CONs mais bem classificados nos rankings de BMX

3.3 Por fim, no caso de existirem vagas a sobrar, as equipas mais bem classificadas no sexo oposto devem qualificar uma formação com a seguinte priorirdade:
1. CONs mais bem classificados nos rankings de Estrada do sexo oposto
2. CONs mais bem classificados nos rankings de Mountain Bike do sexo oposto
3. CONs mais bem classificados nos rankings de BMX do sexo oposto

### Rapazes
| Critério           | Rankings        | Total de vagas | Qualificados                                                                                      |
| ------------------ | --------------- | -------------- | ------------------------------------------------------------------------------------------------- |
| País-sede s        | -               | 0              | CHN China                                                                                         |
| Critério 1         | Estrada/BTT/BMW | 7              | RSA África do Sul BEL Bélgica COL Colômbia DEN Dinamarca ECU Equador ITA Itália NED Países Baixos |
| Critério 2         | Estrada/BTT     | 7              | AUT Áustria KAZ Cazaquistão SLO Eslovênia HUN Hungria POL Polônia POR Portugal UKR Ucrânia        |
| Critério 2         | BTT/BMX         | 5              | ARG Argentina BRA Brasil JPN Japão MEX México CZE Chéquia                                         |
| Critério 2         | Estrada/BMX     | 0              |                                                                                                   |
| Critério 3.1       | Estrada         | 0              |                                                                                                   |
| Critério 3.1       | BTT             | 1              | SRB Sérvia                                                                                        |
| Critério 3.1       | BMX             | 0              |                                                                                                   |
| Critério 3.2       | Estrada         | 7              | ALB Albânia ALG Argélia BLR Bielorrússia EGY Egito GRE Grécia GUA Guatemala MAR Marrocos          |
| Critério 3.2       | BTT             | 3              | LES Lesoto MKD Macedônia do Norte NAM Namíbia                                                     |
| Convite tripartido | -               | 2              | BIZ Belize ERI Eritreia                                                                           |
| TOTAL              |                 | 32             |                                                                                                   |

### Moças
| Critério           | Rankings        | Total de vagas | Qualificados                                                                                          |
| ------------------ | --------------- | -------------- | --- |
| País - Sede        | -               | 1              | CHN China                                                                                             |
| Critério 1         | Estrada/BTT/BMX | 2              | MEX México NED Países Baixos                                                                          |
| Critério 2         | Estrada/BTT     | 8              | RSA África do Sul COL Colômbia ITA Itália LTU Lituânia POL Polônia CZE Chéquia SRB Sérvia UKR Ucrânia |
| Critério 2         | BTT/BMX         | 0              | |
| Critério 2         | Estrada/BMX     | 0              | |
| Critério 3.1       | Estrada         | 3              | BEL Bélgica DEN Dinamarca JPN Japão                                                                   |
| Critério 3.1       | BTT             | 2              | ARG Argentina AUT Áustria                                                                             |
| Critério 3.1       | BMX             | 2              | BRA Brasil ECU Equador                                                                                |
| Critério 3.2       | Estrada         | 4              | BLR Bielorrússia SVK Eslováquia ESP Espanha EST Estônia                                               |
| Critério 3.2       | BTT             | 1              | MRI Maurício                                                                                          |
| Critério 3.2       | BMX             | 2              | BOL Bolívia VEN Venezuela                                                                             |
| Critério 3.3       | Estrada         | 6              | ALG Argélia KAZ Cazaquistão SLO Eslovênia GUA Guatemala HUN Hungria POR Portugal                      |
| Convite tripartido | -               | 1              | RWA Ruanda                                                                                            |
| TOTAL              |                 | 32             | |

## Calendário
O calendário foi publicado pela União Ciclística Internacional (UCI). 
Todos os horários são pela hora padrão chinesa  (UTC+8).
| Data         | Dia da semana | Hora de início | Evento                                          |
| ------------ | ------------- | -------------- | ----------------------------------------------- |
| 17 de Agosto | Domingo       | 09:00          | Eliminatória de Cross-country (Rapazes + Moças) |
| 18 de Agosto | 2ª Feira      | 09:00          | Contra-relógio (Rapazes + Moças)                |
| 19 de Agosto | 3ª Feira      | 09:00          | Eliminatórias de BMX (Rapazes + Moças)          |
| 19 de Agosto | 3ª Feira      | 15:00          | Finais de BMX (Rapazes + Moças)                 |
| 20 de Agosto | 4ª Feira      | 09:00          | Corrida de Cross-country (Moças)                |
| 20 de Agosto | 4ª Feira      | 10:30          | Corrida de Cross-country (Moças)                |
| 22 de Agosto | 6ª Feira      | 08:30          | Corrida de Estrada (Moças)                      |
| 22 de Agosto | 6ª Feira      | 10:30          | Corrida de Estrada (Rapazes)                    |
| 24 de Agosto | Domingo       | 09:00          | Grande Final,Revezamento de Equipes Mistas      |

## Sumário de medalhas

### Tabela de medalhas
| Ordem | País              | Medalha de ouro | Medalha de prata | Medalha de bronze |   |
| ----- | ----------------- | --------------- | ---------------- | ----------------- | - |
| 1     | ITA Itália        | 1               | 1                |                   | 2 |
|       | CZE Chéquia       | 1               | 1                |                   | 2 |
| 3     | COL Colômbia      | 1               |                  |                   | 1 |
| 4     | DEN Dinamarca     |                 | 1                | 1                 | 2 |
| 5     | NED Países Baixos |                 |                  | 1                 | 1 |
|       | UKR Ucrânia       |                 |                  | 1                 | 1 |
| TOTAL | TOTAL             | 3               | 3                | 3                 | 9 |

### Eventos
| Evento                      | Ouro                                                                 | Prata                                                                  | Bronze                                                                       |
| --------------------------- | -------------------------------------------------------------------- | ---------------------------------------------------------------------- | ---------------------------------------------------------------------------- |
| Equipas masculinas detalhes | Brandon Rivera Jhon Anderson Rodríguez COL Colômbia                  | Mikkel Frølich Honoré Rasmus Salling DEN Dinamarca                     | Niek Kimmann Wiebe Scholten NED Países Baixos                                |
| Equipas femininas detalhes  | Sofia Beggin Chiara Teocchi ITA Itália                               | Nikola Noskova Barbora Prudkova CZE Chéquia                            | Anna Madsen Pernille Mathiesen DEN Dinamarca                                 |
| Revezamento misto detalhes  | Barbora Prudkova Jan Rajchart Roman Lehky Nikola Noskova CZE Chéquia | Chiara Teocchi Federico Mandelli Manuel Todaro Sofia Beggin ITA Itália | Darya Tkachova Vladyslav Nizitskyi Rinat Udod Anzhelika Teterych UKR Ucrânia |